# Pitiuzy

Lokalizacja Pitiuz wśród wysp archipelagu Balearów

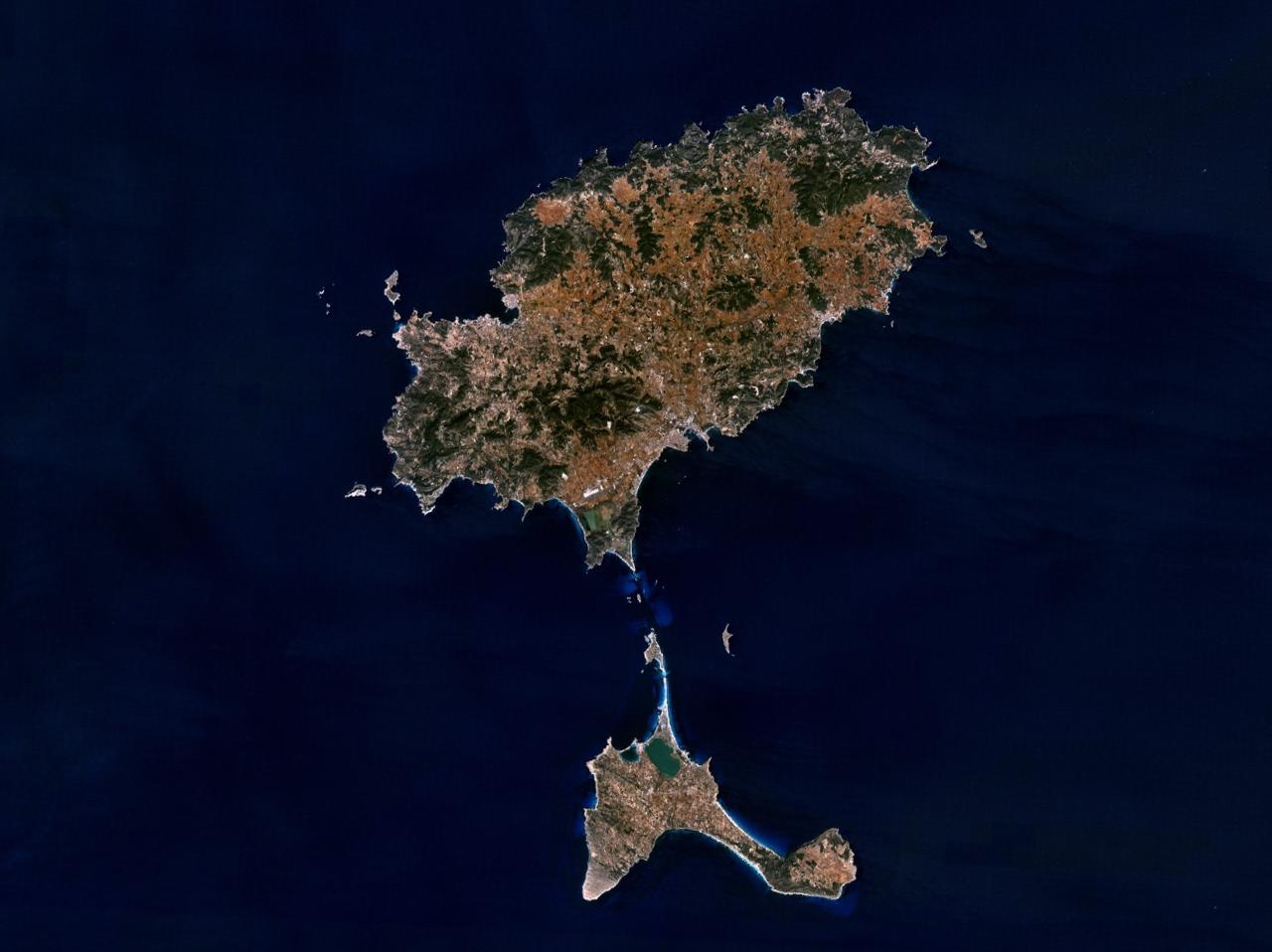
Zdjęcie satelitarne Pitiuz

Pitiuzy (hiszp. Islas Pitiusas, Las Pitiusas kat. Illes Pitiüses) – grupa hiszpańskich wysp ulokowanych w zachodniej części basenu Morza Śródziemnego, na południowo-zachodnim krańcu archipelagu Baleary. Pod względem administracyjnym należą do prowincji Baleary. Powierzchnia ok. 760 km². Największe wyspy: Ibiza i Formentera.
Powierzchnia wysp wyżynna, najwyższy szczyt Sa Talaia ok. 475 m n.p.m. na Ibizie, zbudowana ze skał wapiennych i marglowych, w których występują rozwinięte zjawiska krasowe. Pitiuzy znajdują się pod wpływem klimatu śródziemnomorskiego. Miejscowa ludność utrzymuje się głównie z turystyki, także z rolnictwa (rozpowszechniona uprawa warzyw, drzew owocowych, winorośli i zbóż) i rybołówstwa.